# Wymiarki (gmina)
Wymiarki (do 1954 gmina Witoszyn) – gmina wiejska w województwie lubuskim, w powiecie żagańskim. W latach 1975–1998 gmina położona była w województwie zielonogórskim.
Siedziba gminy to Wymiarki.
Według danych z 30 czerwca 2004 gminę zamieszkiwało 2481 osób. Natomiast według danych z 31 grudnia 2017 roku gminę zamieszkiwało 2321 osób.
Jest to najmniejsza pod względem ludności gmina województwa lubuskiego.

## Struktura powierzchni
Według danych z roku 2002 gmina Wymiarki ma obszar 63,09 km², w tym:
- użytki rolne: 29%
- użytki leśne: 64% (Bory Dolnośląskie)

Gmina stanowi 5,58% powierzchni powiatu.

## Demografia

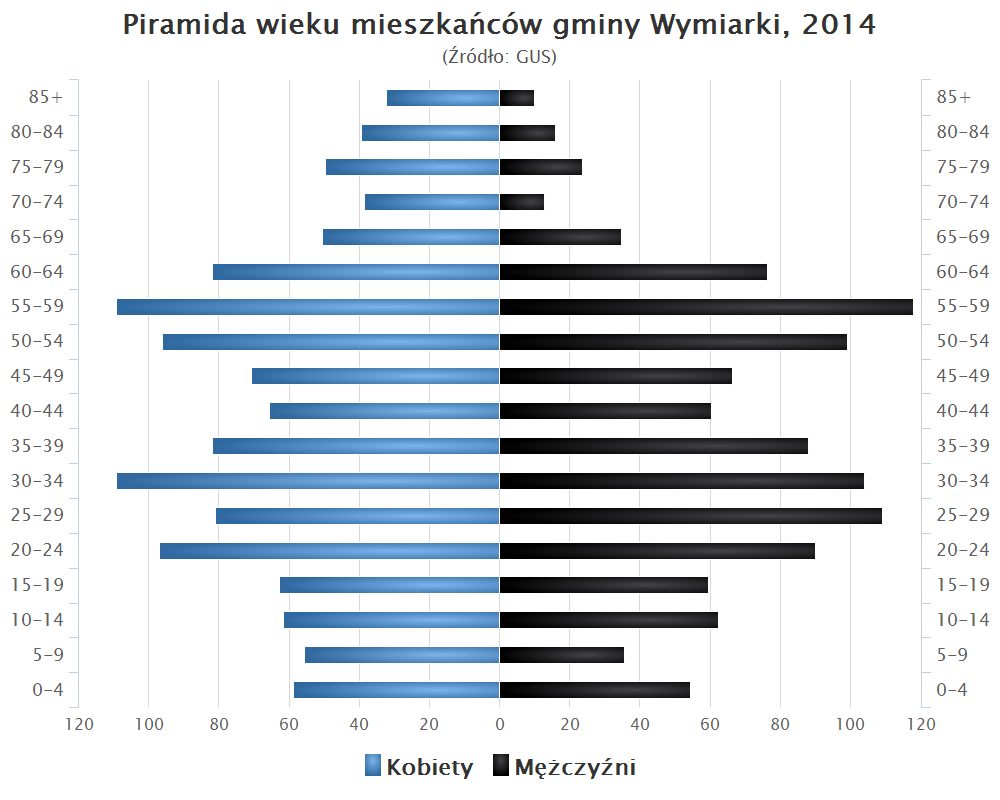
Piramida wieku mieszkańców gminy Wymiarki w 2014 roku

Dane z 30 czerwca 2004:
| Opis                              | Ogółem | Ogółem | Kobiety | Kobiety | Mężczyźni | Mężczyźni |
| --------------------------------- | ------ | ------ | ------- | ------- | --------- | --------- |
| jednostka                         | osób   | %      | osób    | %       | osób      | %         |
| populacja                         | 2481   | 100    | 1281    | 51,6    | 1200      | 48,4      |
| gęstość zaludnienia (mieszk./km²) | 39,3   | 39,3   | 20,3    | 20,3    | 19        | 19        |

## Transport
Przez obszar gminy prowadzi DK18 (przyszła autostrada A18), która nie jest skomunikowana z siecią dróg lokalnych.

## Sołectwa
Lubieszów, Lutynka, Silno Małe-Lubartów, Witoszyn (sołectwa: Witoszyn Dolny i Witoszyn Górny), Wymiarki.

## Sąsiednie gminy
Gozdnica, Iłowa, Przewóz, Żary